# Данила Кумар
Данила Кумар – Андреја (Хум, код Горице, 13. октобар 1921 — брдо Лубник, код Шкофје Локе, 18. март 1944) била је учесница Народноослободилачке борбе и народни херој Југославије.

## Биографија
Рођена је 1921. године у селу Хум код данашње Нове Горице. Њен отац Андреј био је столарски радник, револуционар и члан КП Италије од Оснивачког конгреса 1921. године. Касније је био у емиграцији у Француској и Јужној Америци, одакле је 1927. био протеран због комунистичке делатности. Исте године населио се у селу Јежица, данашњем предграђу Љубљане.
Данила је завршила основну школу у Јежици, а затим грађанску у Љубљани. Покушавала је да се упише на средњу техничку, па на трговачку академију и најзад на двогодишњу трговачку, али је свугде одбијена, јер су због претрпаности школа примали само оне с одличним оценама. након тога се запослила у фабрици чарапа у селу Савије у близини родитељске куће. Ускоро је била отпуштена јер је агитовала за синдикални покрет. Ступила је 1937. године као шегрт у папирницу Тичан где је, после три године, постала трговачка помоћница.
У то је време постала и чланица Савеза комунистичке омладине Југославије. На излету сељачко-радничког покрета на Лимбарској гори, кога је организовала КПЈ, одржала је говор о тешком положају омладине која нема посла и могућности за школовање. Због тога је била на саслушању на полицији. Други пут је била ухапшена јер је уздигнутом песницом поздравила словеначке рударе приликом дочека из Француске. Трећи пут је била ухапшена пред сам почетак рата, али је убрзо пуштена. Тада је у њеној кући прорадила прва илегална штампарија КПЈ.
Марта 1941. године, постала је чланица Комунистичке партије Југославије (КПЈ), те је активно учествовала у организовању демонстрација против приступања Југославије силама Осовине.
Одмах после окупације Југославије укључила се у ослободилачки покрет. Када је у октобру 1941. њен отац, као истакнути комуниста, прешао у илегалност како би избегао хапшење, то је морала да учини и она и цела њихова породица. Након тога је била одређена за курира за везу између чланова Централног комитета Комунистичке партије Словеније, који је тада још био у Љубљани. У јуну 1942. за време једне рације ухватила ју је полиција. Приликом спровођења у затвор успела је да побегне.
Почетком јуна 1942. уз помоћ лажних исправа била је пребачена из Љубљане на ослобођену територију, у партизане. Када се почело са прикупљањем добровољаца за Прву словеначку пролетерску бригаду Тоне Томшич, и она се пријавила. Била је болничарка у бригади. Ускоро је постала политички делегат вода, а затим заменица политичког комесара чете. Учествовала је у многобројним борбама бригаде током зиме 1942. и 1943. године, кроз пролетње борбе у Сухој крајини и приликом преласка бригаде преко демаркационе линије у немачку окупациону зону. Када је у једној борби с немачким снагама погинуо командир њене чете, Данила је преузела команду и извела пробој кроз немачки обруч.
Уочи капитулације Италије, као заменица комесара батаљона, приликом продора немачких тенкова у Церкно, септембра 1943, учествовала је у спашавању рањеника иако је и сама била рањена у ногу.
Када је бригада Тоне Томшич у саставу 14. словеначке дивизије, кренула преко Хрватске за Штајерску, у јануару 1944, Данила је послата у Горењску за чланицу Покрајинског секретаријата Антифашистичког фронта жена. Тек што је стигла у Горењску и почела да се упознаје с тамошњим приликама, погинула је. Немачки агенти су сазнали да се налази код брда Лубник код Шкофје Локе, те су јој приредили заседу и убили ју пушкомитраљезом.
Указом [[Президијум Народне скупштине ФНРЈ|Президијума Народне скупштине ФНР Југославије 20. децембра 1951. проглашена је за народног хероја.